# Zemětřesení v Kostarice v roce 2012
K zemětřesení v Kostarice v roce 2012 došlo dne 5. září v 8:42 místního času (14:42 UTC). Epicentrum zemětřesení bylo na poloostrově Nicoya, 11 kilometrů východo-jihovýchodně od města Nicoya. Krátce poté bylo vydáno varování před vlnou tsunami, které bylo později zrušeno. Během zemětřesení zemřeli dva lidé. Jeden z nich byl stavební dělník, na kterého se zřítila zeď. Šlo o druhé nejsilnější zaznamenané zemětřesení v historii Kostariky. Silnější bylo pouze zemětřesení v Limonu v roce 1991.

## Geologie
Kostarika leží na konvergentním okraji, kde se Kokosová deska zasouvá pod Karibskou desku rychlostí 9 cm za rok. U poloostrova Nicoya dochází k subdukci Kokosové desky podél Středoamerického příkopu a poloostrov je unikátní v tom, že je jedním z mála pevnin ležících podél Pacifického okraje, jež leží přímo nad seismogenní zónou poruchy subdukčního megatrustu. Předpokládá se, že zemětřesení bylo následkem zlomu na rozhraní desky. K zemětřesení došlo v zásadě ve stejné části okraje desky jako při zemětřesení v roce 1950.

## Zemětřesení
Zemětřesení bylo znatelné po celém území Kostariky, stejně jako v Nikaraguy, Salvadoru a Panamě. Maximální intenzita dosáhla ničivého stupně. Krátce poté bylo vydáno varování před vlnou tsunami pro sousední země podél pobřeží Tichého oceánu, jež bylo později zrušeno. V sousední Nikaraguy začal Nikaragujský institut teritoriálních studií monitorovat sedm aktivních sopek v zemi v očekávání, že je silné zemětřesení mohlo aktivovat. Nejvyšší sopka v zemi, San Cristóbal, vybuchla 8. září a přinutila k evakuaci tři tisíce lidí v pěti obcích v této oblasti.

### Následné otřesy
Během následujících pěti dnů došlo k přibližně 1650 otřesům, včetně jednoho o síle 5,4 magnitud, k němuž došlo 13 km jihovýchodně od Playa Sámara dne 8. září ve 20:29 UTC. Podle hlášení nedošlo k dalším ztrátám na životech. Nejsilnější následný otřes, který trval nejméně 30 sekund a měřil 6,6 magnitud zasáhl 24. října 2012 v 00:45 UTC oblast nedaleko města Hojancha na poloostrově Nicoya.

### Škody
Během zemětřesení byly poškozeny budovy v kantonech Hojancha, Nicoya, Nandayure a Santa Cruz ležící v provincii Guanacaste. Poškozené budovy se škodami jako jsou rozbitá okna či prasklé zdi byly i v San José. Celkově bylo poškozeno nejméně 169 staveb. Škodu utrpěla i budova Nemocnice Monseñora Sanabriy v Puntarenasu a následně byla částečně uzavřena. V zasažené oblasti bylo po dobu jednoho dne zrušeno vyučování a studenti byli evakuováni. Kolem 55 000 lidí v provinciích Puntarenas a Guanacaste bylo odříznuto od tekoucí vody. V některých oblastech došlo k výpadkům dodávek elektrické energie.

## Rekonstrukce
Po zemětřesení ministerstvo školství oznámilo, že bude muset být zbořeno či přebudováno 56 škol. Mnoho dalších škol utrpělo menší škody, které rovněž potřebovaly opravit. Kostarický Červený kříž nasadil pohotovostní týmy čítající přibližně 205 lidí a 66 vozidel. Kvůli utrpěným škodám, prezident Kostariky vyjádřil potřebu půjčit si u Světové banky.